# Ивана Кнежевић
Ивана Кнежевић (Београд, 19. септембар 1974) српска је позоришна, телевизијска и гласовна глумица.

## Биографија
Ивана Кнежевић рођена је 19. септембра 1974. године у Београду. Дипломирала је глуму на Академији уметности у Београду у класи Мирјане Карановић. Стални је члан драмског ансамбла Позоришта на Теразијама од 2002. године, где има статус првакиње. Добитница је годишње награде Позоришта на Теразијама, као и награде за најбољу младу глумицу за улогу Живане у представи „Хероји” на фестивалу „Дани комедије” у Јагодини. Учествовала је на музичким фестивалима Беовизија 2006. и Сунчане скале. Радила је синхронизације за студије Блу хаус, Ливада Београд, Лаудворкс, Моби, Призор и Соло.

## Филмографија
| Год.       | Назив             | Улога                |
| ---------- | ----------------- | -------------------- |
| 2001-2002. | Породично благо   | Комшиница            |
| 2003.      | Девојачко јуче    | Вера                 |
| 2004.      | Парадокс          | Супер Беба           |
| 2004-2006. | Стижу долари      | Биљанина секретарица |
| 2006.      | Од данас до сутра |                      |
| 2015.      | Ургентни центар   | Лепа                 |
| 2015.      | Једне летње ноћи  | Споменкина мајка     |

## Улоге у синхронизацијама
| Година     | Наслов                            | Улога                    |
| ---------- | --------------------------------- | ------------------------ |
| 2005-2006. | Нинџа корњаче (2003)              | Ејприл О’Нил, Караи итд. |
| 2008.      | Принцеза Шехерезада               | Шехерезада               |
| 2011.      | Поље лала                         | Зумрут Ташкиран итд.     |
| 2014.      | Пчелица Маја филм                 | Госпођица Касандра       |
| 2015.      | Астерикс: Насеље богова           | Импедимента              |
| 2015.      | Малци                             | Маџ Нелсон               |
| 2016.      | Тајне авантуре кућних љубимаца    | Кејти                    |
| 2016.      | Вајана                            | Сина                     |
| 2017.      | Лепотица и звер (2017)            | Госпођа Чајник (певање)  |
| 2017.      | Мали шеф                          | Мајка                    |
| 2019.      | Грдана — господарица зла          | Грдана                   |
| 2019.      | Тајне авантуре кућних љубимаца 2  | Кејти                    |
| 2020-2022. | Мали шеф: Назад на посао          | Мајка итд.               |
| 2023.      | Руби тинејџерка: Морско чудовиште | Агата Гилман             |